# Шумлянська сільська рада
Шумля́нська сільська́ ра́да — адміністративно-територіальна одиниця та орган місцевого самоврядування в Підгаєцькому районі Тернопільської області. Адміністративний центр — село Шумляни.

## Загальні відомості
- Територія ради: 22,006 км²
- Населення ради: 1 196 осіб (станом на 2001 рік)

## Населені пункти
Сільській раді підпорядковані населені пункти:
- с. Шумляни

## Населення
За переписом населення України 2001 року в сільській раді мешкало 1195 осіб.

### Мова
Розподіл населення за рідною мовою за даними перепису 2001 року:
| Мова       | Відсоток |
| ---------- | -------- |
| українська | 99,92 %  |
| російська  | 0,08 %   |

## Склад ради
Рада складається з 16 депутатів та голови.
- Голова ради: Іванишин Богдан Іванович

### Керівний склад попередніх скликань
| Прізвище, ім'я, по батькові | Основні відомості                                                               | Дата обрання | Дата звільнення |
| --------------------------- | ------------------------------------------------------------------------------- | ------------ | --------------- |
| Іванишин Богдан Степанович  | Сільський голова, 1966 року народження, безпартійний                            | 26.03.2006   | 31.10.2010      |
| Іванишин Богдан Іванович    | Сільський голова, 1966 року народження, освіта середня спеціальна, безпартійний | 31.10.2010   |                 |

Примітка: таблиця складена за даними сайту Верховної Ради України

### Депутати
За результатами місцевих виборів 2010 року депутатами ради стали:

#### За суб'єктами висування
| Суб'єкт висування | Кількість обраних депутатів | %   |
| ----------------- | --------------------------- | --- |
| Самовисування     | 16                          | 100 |

#### За округами
| № округу | Прізвище, ім'я, по батькові   | Дата визнання обраним | Освіта             | Партійна приналежність | Відомості про обраного депутата      |
| -------- | ----------------------------- | --------------------- | ------------------ | ---------------------- | ------------------------------------ |
| 1        | Боднар Михайло Мирославович   | 22.07.2014            | середня            | позапартійний          | тимчасово не працює                  |
| 2        | Залуцький Андрій Михайлович   | 22.07.2014            | середня            | позапартійний          | тимчасово не працює                  |
| 3        | Бутняк Роман Васильович       | 22.07.2014            | середня            | позапартійний          | Івано-Франківське ТОВ «СІМ», монтер  |
| 4        | Стандрет Василь Володимирович | 22.07.2014            | середня спеціальна | позапартійний          | тимчасово не працює                  |
| 5        | Гриняк Оксана Євгенівна       | 04.11.2010            | середня спеціальна | позапартійна           | Сільська рада, секретар              |
| 6        | Іванишин Володимир Богданович | 04.11.2010            | незакінчена вища   | позапартійний          | тимчасово не працює                  |
| 7        | Костецький Богдан Васильович  | 26.03.2012            | середня            | позапартійний          | Підгаєцький ПАЛ, студент             |
| 8        | Панас Тарас Миколайович       | 26.03.2012            | середня            | позапартійний          | , тимчасово не працює                |
| 9        | Боднар Ольга Ярославівна      | 04.11.2010            | вища               | позапартійна           | Відділ освіти м. Підгайці, бухгалтер |
| 10       | Керницький Степан Михайлович  | 26.03.2012            | середня            | позапартійний          | Івано-Франківське ВПУ № 21, студент  |
| 11       | Романів Любов Володимирівна   | 04.11.2010            | середня            | позапартійна           | Підгаєцьке УНСЗН, соцпрацівник       |
| 12       | Міщишин Андрій Андрійович     | 26.03.2012            | середня            | позапартійний          | Бережанське АТУ, студент             |
| 13       | Гуменюк Микола Іванович       | 04.11.2010            | середня            | позапартійний          | пенсіонер                            |
| 14       | Загурська Марія Йосипівна     | 04.11.2010            | середня спеціальна | позапартійна           | Сільська рада, землепорядчик         |
| 15       | Коваленко Ольга Іванівна      | 04.11.2010            | вища               | позапартійна           | Сільська рада, головний бухгалтер    |
| 16       | Баковський Олег Васильович    | 26.03.2012            | середня            | позапартійний          | Івано-Франківське ВПУ № 21, студент  |